# 壬生町総合公園陸上競技場
壬生町総合公園陸上競技場（みぶまちそうごうこうえんりくじょうきょうぎじょう）は、栃木県壬生町の壬生町総合公園内にある陸上競技及びサッカー兼用のスタジアム。

## 概要
フィールドは天然芝だが、トラックはクレー。全国高校サッカー選手権栃木県予選などに使用されている。フィールド内は芝生養生のため、一般使用は原則として7～10月中旬の間のサッカーのみに限るとされている。
スポーツ大会のほか、壬生町のイベント広場として、8月の壬生ふるさとまつり、9月にはリレー・フォー・ライフジャパン栃木の会場としても使用された。

## 施設
- 収容人数：2500人（座席数700・メインスタンドのみ固定座席、他は芝生席）
- トラック：400m×8レーン

## 交通
- 東武宇都宮線おもちゃのまち駅より徒歩約30分。（2.3km、駅東口駐輪場にレンタサイクルあり）
- 東武宇都宮線国谷駅より徒歩約30分。（2.1km）
- 北関東自動車道「壬生インターチェンジ」より車で約3分。
- 東北自動車道「鹿沼インターチェンジ」より車で約15分。